# Yoshihito Yoshida
Yoshihito Yoshida (吉田義人 en japonés; Distrito de Ogachi, 18 de febrero de 1969) es un ex–jugador japonés de rugby que se desempeñaba como wing.

## Selección nacional
Fue convocado a los Brave Blossoms por primera vez en octubre de 1988 para enfrentar al Oxford University RFC y disputó su último partido en mayo de 1997 ante las Águilas. Jugó 31 partidos, marcó 19 tries y un total de 97 puntos.
También fue seleccionado al combinado de rugby 7 para formar parte del equipo que disputó la Copa del Mundo de Rugby 7 de Edimburgo 1993.

### Participaciones en Copas del Mundo
Disputó las Copas del Mundo de Inglaterra 1991 donde le marcó un try al XV del Trébol y Sudáfrica 1995 donde no marcó tries, en ambos torneos los Brave Blossoms fueron eliminados en la fase de grupos.
| Mundial                       | Sede       | Resultado    | PJ | Tries |
| ----------------------------- | ---------- | ------------ | -- | ----- |
| Copa Mundial de Rugby de 1991 | Inglaterra | Primera fase | 3  | 3     |
| Copa Mundial de Rugby de 1995 | Sudáfrica  | Primera fase | 2  | 0     |

## Palmarés
- Campeón del Asia Rugby Championship de 1992 y 1994.